# Frank Earle Schoonover
Frank Earle Schoonover (Oxford, Nova Jersey, 19 d'agost de 1877 – Wilmington, Delaware, 1 de setembre de 1972) va ser un il·lustrador estatunidenc que va treballar a Wilmington, Delaware. Membre de l' escola Brandywine, va ser il·lustrador col·laborador de revistes i va fer més de 5.000 pintures.

## Primers anys
Schoonover va néixer el 19 d'agost de 1877 a Oxford, Nova Jersey. Va estudiar amb Howard Pyle a l'Institut Drexel de Filadèlfia.

## Carrera

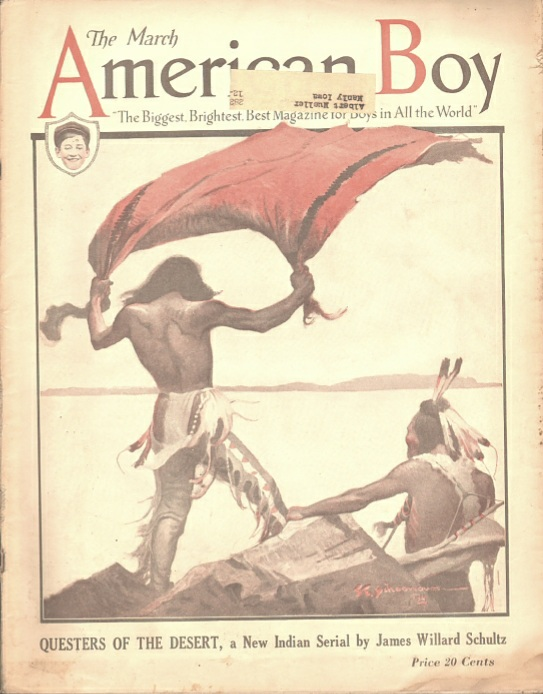
Portada de març de 1925 de The American Boy de Schoonover.

Schoonover va passar a formar part del que es coneixeria com l' escola Brandywine quan va optar per estudiar art en lloc d'entrar al clergue. Col·laborador prolífic de llibres i revistes durant l'inici del segle xx, l'anomenada "Edat d'Or de la Il·lustració", va il·lustrar històries tan diverses com les històries de Hopalong Cassidy de Clarence Mulford i A Princess of Mars d'Edgar Rice Burroughs. El 1918 i el 1919, va produir una sèrie de pintures juntament amb Gayle Porter Hoskins il·lustrant les forces nord-americanes a la Primera Guerra Mundial per a una sèrie d'impressions de record publicades a Ladies Home Journal. Al llarg de la seva carrera, va fer més de 5.000 quadres, molts dels quals van estar influenciats pels seus viatges i la gent que va conèixer.
Schoonover va ajudar a organitzar el que ara és el Museu d'Art de Delaware i va ser president del comitè de recaptació de fons encarregat d'adquirir obres de Howard Pyle. En els seus darrers anys va restaurar pintures, incloses algunes de Pyle, i es va dedicar a les pintures de cavallet dels paisatges de Brandywine i Delaware. També va donar classes d'art, va establir una petita escola d'art al seu estudi, va dissenyar vitralls i es va incursionar en l'art de ciència-ficció (il·lustrant A Princess of Mars d'Edgar Rice Burroughs), era conegut localment com el "Degà dels artistes de Delaware".

### Pintura d'Alvin York

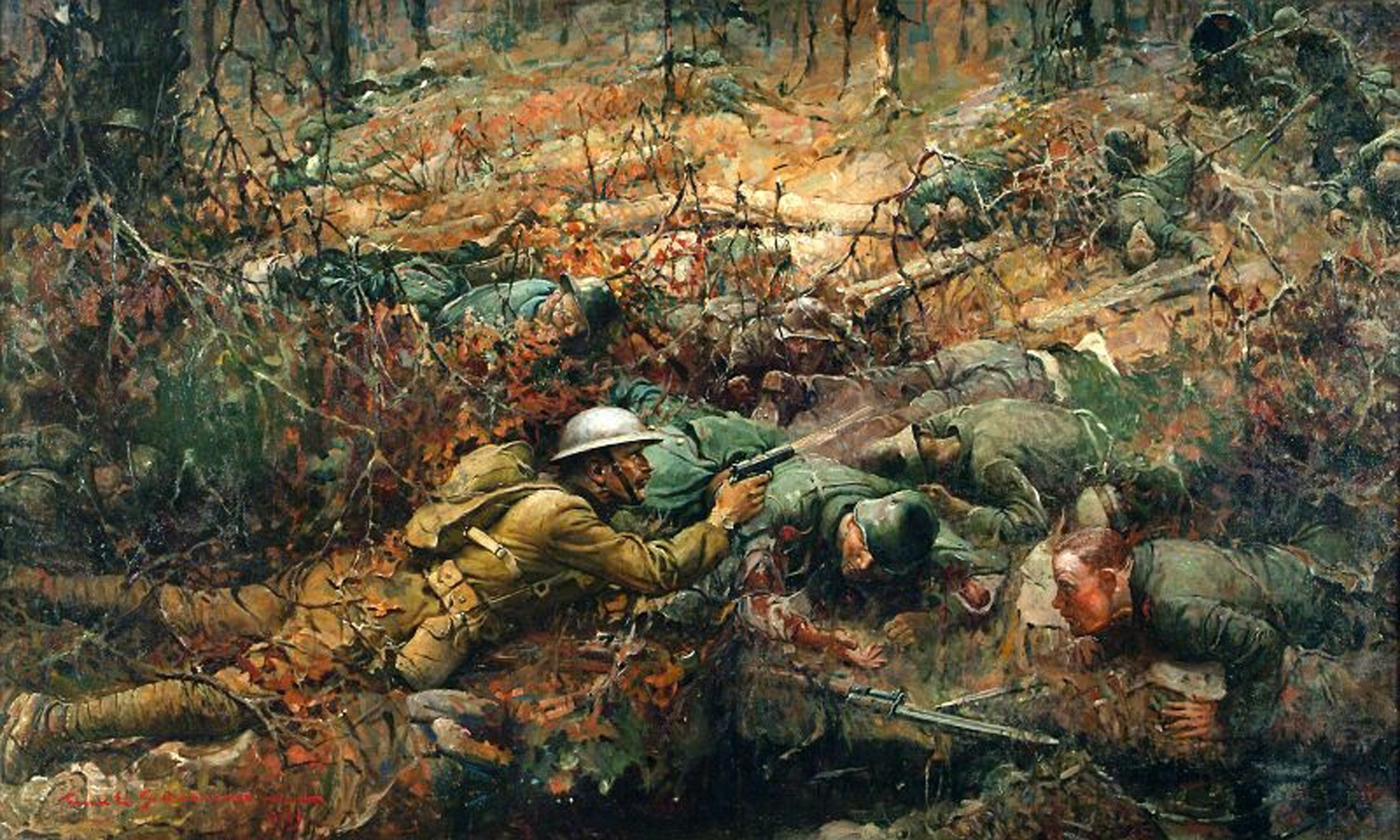
La pintura de Schoonover d'Alvin York.

El nom de Schoonover va rebre l'atenció nacional el 2011 quan la seva pintura de l'heroi de la Primera Guerra Mundial Alvin C. York va ser retornada a l'estat natal de York, Tennessee. L'home de negocis i filantrop Allan Jones de Cleveland, Tennessee, va comprar el quadre el Dia dels Veterans a la Blakeslee Gallery de Wellington, Florida.
Jones va dir: "Quan vaig saber que el senyor Blakeslee es plantejaria vendre la pintura al comprador adequat, vaig sentir que era essencial portar aquesta peça a la seva casa legítima a Tennessee i tenir la pintura aquí el dia dels veterans 11-11-11."
Abans de ser adquirida per Jones, la pintura estava cedida al Museu Memorial de Guerra de la 82a Divisió Aerotransportada.

## Mort i llegat
Schoonover va morir l'1 de setembre de 1972 a Wilmington, Delaware, als 95 anys.
El Museu d'Art de Delaware i la Biblioteca Hagley mantenen un arxiu de la seva obra i algunes de les seves pintures es troben al Museu d'Art de Delaware.

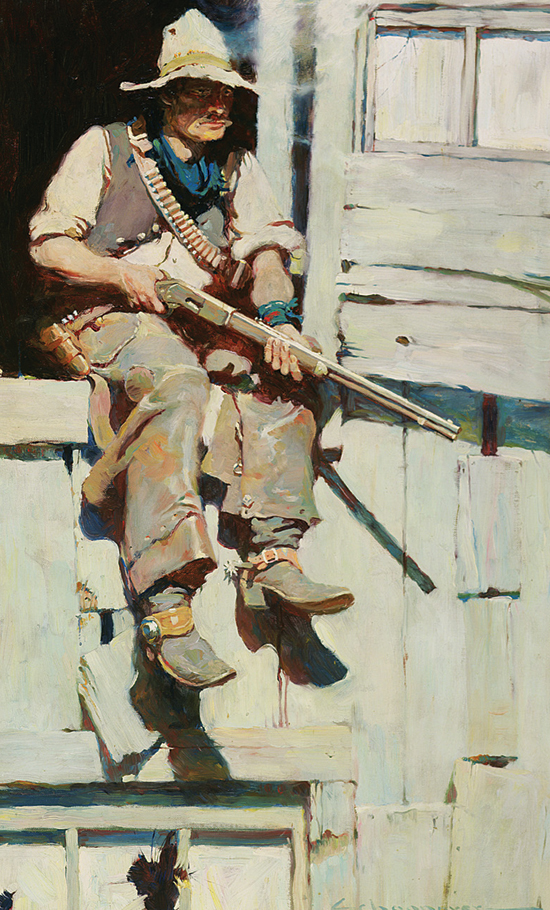
Hopalong Takes Command, 1905. Oli sobre llenç
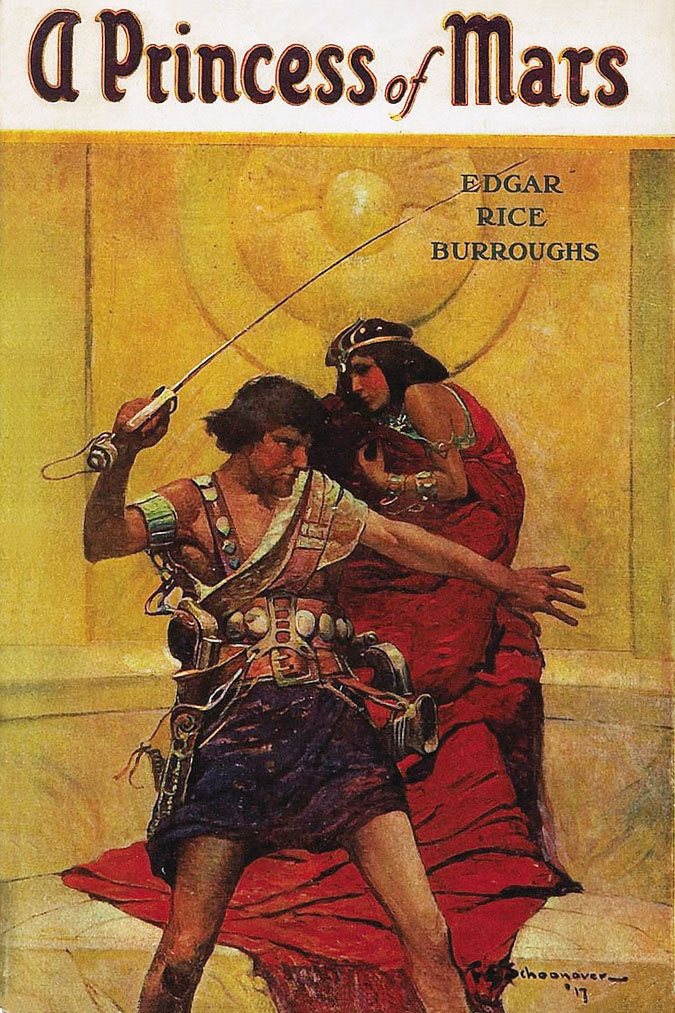
Il·lustració de portada d'A Princess of Mars d'Edgar Rice Burroughs, 1917
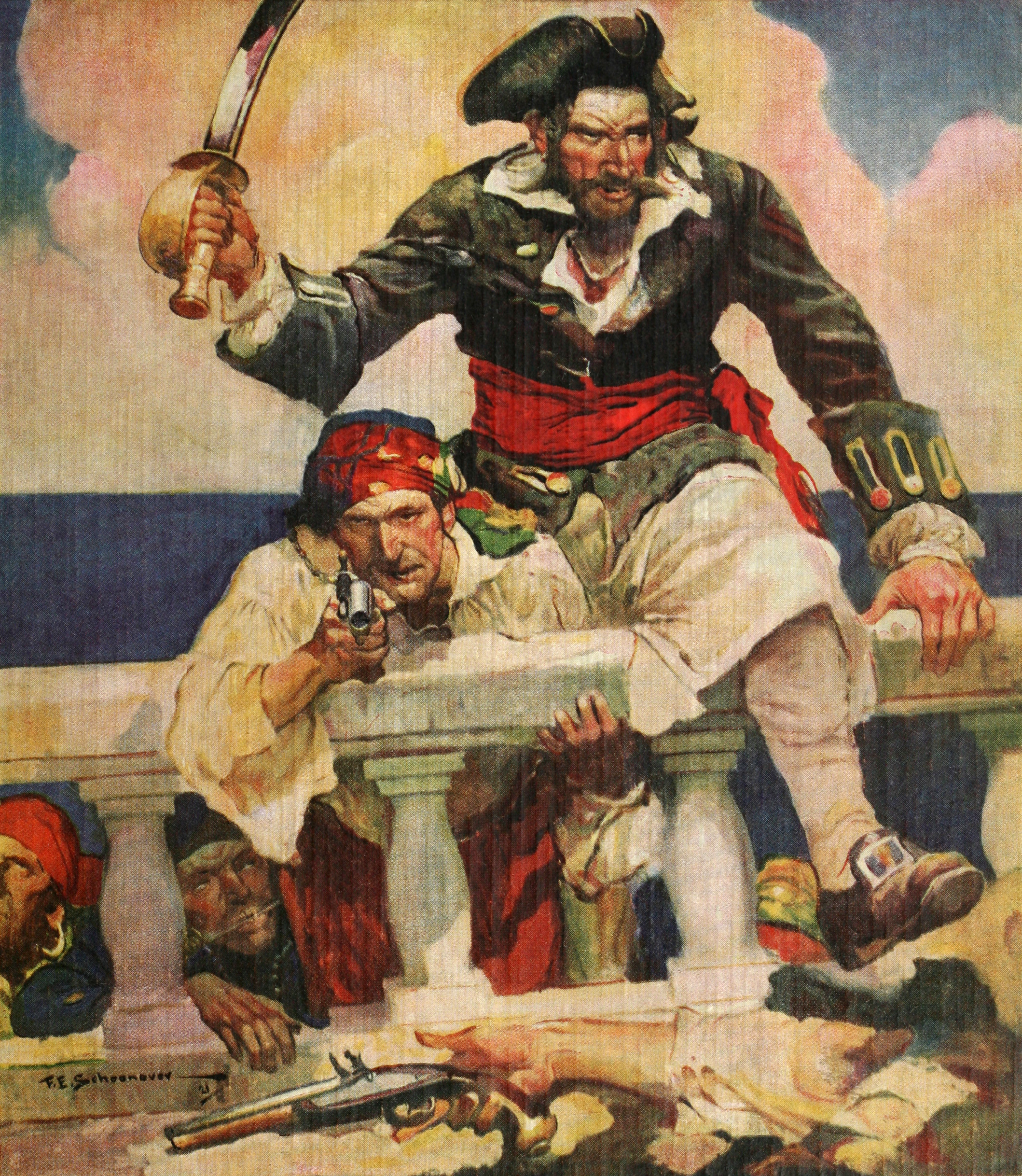
Portada de Blackbeard, Buccaneer, 1922
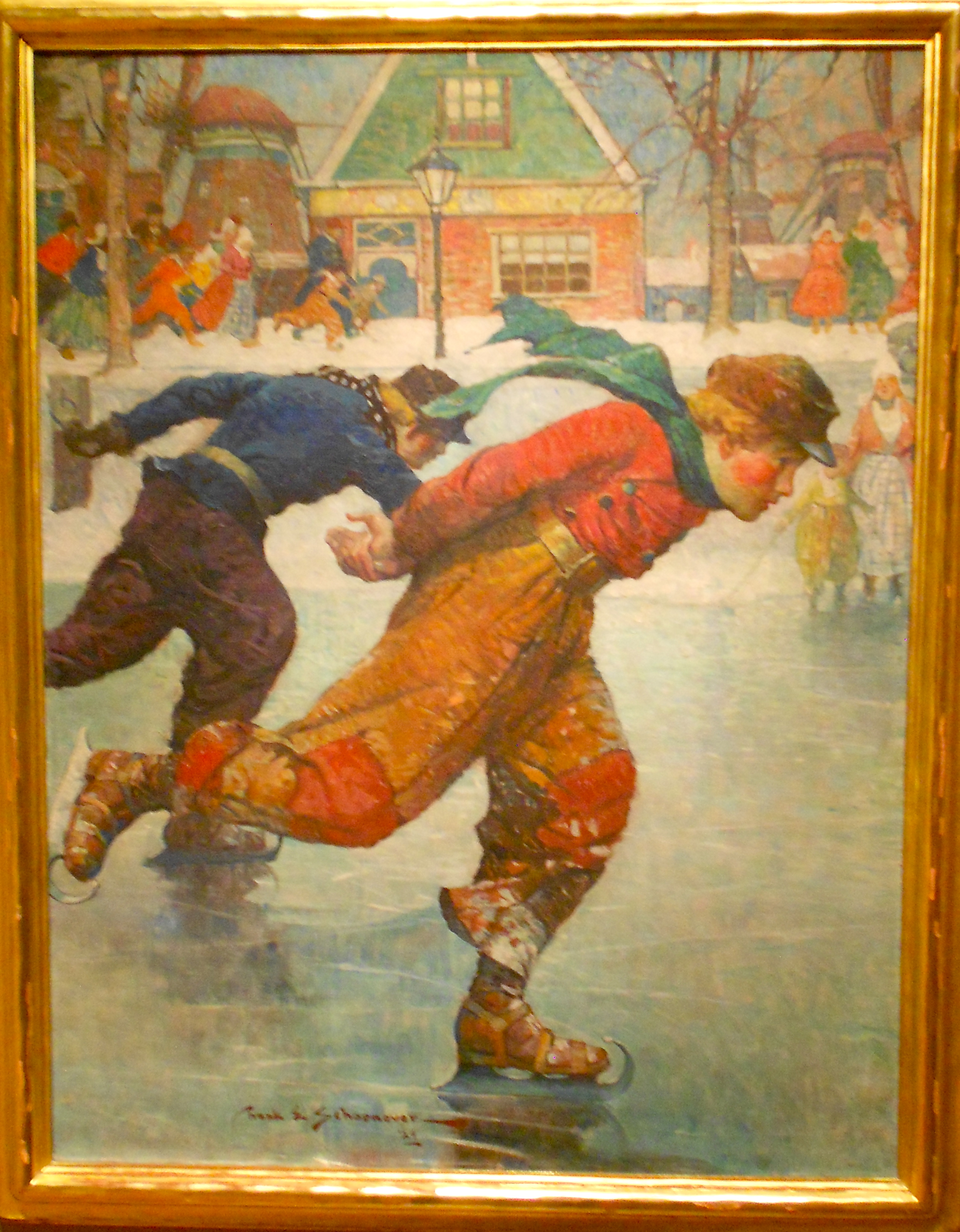
Il·lustració de Hans Brinker